# Hrabstwo Barrow

Piramida wieku hrabstwa

Hrabstwo Barrow (ang. Barrow County) – hrabstwo w stanie Georgia w Stanach Zjednoczonych. Jego siedzibą administracyjną jest Winder. Jest częścią obszaru metropolitalnego Atlanty.

## Geografia
Według spisu z 2000 r. obszar całkowity hrabstwa obejmuje powierzchnię 162,84 mil2 (421,75 km²), z czego 162,17 mil2 (420,02 km²) stanowią lądy, a 0,67 mil2 (1,74 km²) stanowią wody.

### Sąsiednie hrabstwa
- Hrabstwo Hall (północ)
- Hrabstwo Clarke (wschód)
- Hrabstwo Jackson (wschód)
- Hrabstwo Oconee (południowy wschód)
- Hrabstwo Walton (południe)
- Hrabstwo Gwinnett (zachód)

### Miejscowości
- Auburn
- Bethlehem
- Braselton
- Carl
- Statham
- Winder

## Demografia
Według spisu w 2020 roku liczy 83,5 tys. mieszkańców, co oznacza wzrost o 20,4% od poprzedniego spisu z roku 2010. Według danych z 2020 roku 75,9% populacji stanowili biali (69,6% nie licząc Latynosów), 12,1% to byli czarnoskórzy lub Afroamerykanie, 4,8% było rasy mieszanej, 4% to Azjaci i 0,24% to rdzenna ludność Ameryki. Latynosi stanowili 11,5% populacji.
Wśród osób deklarujących swoje pochodzenie do najliczniejszych grup należały osoby pochodzenia afroamerykańskiego,  angielskiego (9,2%), „amerykańskiego” (8,8%), irlandzkiego (8,2%), niemieckiego (7,3%) i meksykańskiego (5,5%).

## Religia
W 2010 roku pod względem członkostwa do największych grup należały: Południowa Konwencja Baptystów (10,8 tys.), Zjednoczony Kościół Metodystyczny (3,9 tys.), Kościół katolicki (3,8 tys.), Kościoły Chrystusowe (1,7 tys.), lokalne bezdenominacyjne zbory ewangelikalne (1,5 tys.) i CMA (1,2 tys.).

## Polityka
Hrabstwo jest silnie republikańskie, gdzie w wyborach prezydenckich w 2020 roku, 70,6% głosów otrzymał Donald Trump i 27,5% przypadło dla Joe Bidena.